# Escuela metódica
La escuela metódica de la medicina (metodista, o Methodici, en idioma griego : Μεθοδικοί) era una antigua escuela de medicina en la antigua Grecia y Roma basada en el atomismo de Demócrito introducida por Temisón de Laodicea, discípulo de Asclepíades de Bitinia, y Tésalo de Trales. "Su fundamento teórico se basab en la idea de que todo proceso patológico tiene su origen en la dilatación o contracción de los sistemas o tedidos que componen el cuerpo humano". La escuela metódica surgió en reacción tanto a la escuela empírica como a la escuela dogmática —a veces conocida como la escuela racionalista—. Si bien los orígenes exactos de la escuela metodista están envueltos en cierta controversia, sus doctrinas están bastante bien documentadas. Sexto Empírico apunta al terreno común de la escuela con Pirrón, en que «sigue[s] las apariencias y toma[s] de estas lo que parece conveniente».

## Historia
No hay un consenso claro sobre quién fundó la escuela metódica y cuándo se fundó. Se ha pretendido que la escuela metodista fue fundada por los estudiantes de Asclepiades.  En particular, por Temison de Laodicea, el estudiante más distinguido de Asclepiades, que se le acredita con frecuencia la fundación de la escuela metodista en el siglo I a. C. Algunos historiadores afirman que la escuela metodista fue fundada por el propio Asclepiades en el año 50 a. C. También se ha afirmado que lo metodisco no surge realmente hasta el siglo I. En cualquier caso, es ampliamente aceptado que lo metodisco no surgió como una reacción al empirismo y las escuelas racionalistas (o dogmáticas), que tienen algunas similitudes con ambas escuelas pero fundamentalmente son diferentes.

## Doctrinas
La escuela metódica enfatizó el tratamiento de enfermedades más que la historia del paciente individual. Según los metodistas, la medicina no es más que un «conocimiento de generalidades manifiestas» (gnōsis phainomenōn koinotēnōn). En otras palabras, la medicina no era más que la conciencia de las características generales recurrentes que se manifiestan de una manera tangible. Si bien los puntos de vista metodistas sobre la medicina son un poco más complejos que esto, la generalización anterior estaba destinada a aplicarse no únicamente a la medicina, sino a cualquier arte. Los metodistas conciben la medicina como un verdadero arte, en contraste con los empiristas o los dogmáticos.
Afirmaron que el conocimiento de la causa de la enfermedad no tiene relación con el método de curación, y que es suficiente observar algunos síntomas generales de enfermedades. Todo lo que un médico realmente necesita saber es la enfermedad en sí, y de ese conocimiento sabrá el tratamiento. Para afirmar que únicamente el conocimiento de la enfermedad proporcionará conocimiento del tratamiento, los metodistas primero afirman que las enfermedades son indicativas de sus propios tratamientos. Así como el hambre lleva a una persona a la comida de forma natural y la sed conduce naturalmente a la persona al agua, la enfermedad también indica naturalmente la curación. Como señala Sexto Empírico, cuando un perro se pincha con una espina, naturalmente elimina el objeto extraño o que daña a su cuerpo.
La teoría central era la interrupción de la circulación normal de «átomos» a través de la enfermedad causada por «porosidad» del cuerpo. Para sanar una enfermedad es suficiente observar algunos síntomas generales de enfermedades; y hay tres tipos de enfermedades, una atada, otra suelta, y la tercero una mezcla de estas. A veces las excreciones de personas enfermas son demasiado pequeñas o demasiado grandes, o una excreción particular puede ser deficiente o excesiva. Este tipo de enfermedades a veces son graves, a veces crónicas, a veces crecientes, a veces estables y, a veces, disminuyen. Tan pronto como se sepa a cuál de estas enfermedades pertenece una enfermedad, si el cuerpo está atado, entonces debe abrirse; si está suelto, entonces debe ser restringido; si es complicado, primero debe combatirse la enfermedad más urgente. Se requiere un tipo de tratamiento en agudo, otro en enfermedades inveteradas; otro cuando las enfermedades aumentan, otro cuando es estable y otro cuando disminuye. La observación de estas cosas constituye el arte de la medicina, llamado método (en griego:Μέθοδος).
Como la búsqueda de las causas de las enfermedades le pareció a Temisón que descansaba sobre un fundamento demasiado incierto, deseó establecer su sistema sobre las analogías e indicaciones comunes a muchas enfermedades (griego: κοινότες), sin importar que estas analogías fueran tan oscuras como las causas de la escuela dogmática. Temisón escribió varias obras que ahora están perdidas.

## Diferencias con las escuelas empíricas y dogmáticas
La escuela metódica considera que una vez que un médico ha reconocido la enfermedad que tiene un paciente como lo que es, el tratamiento que debe seguir es intrínsecamente obvio. No es una cuestión de inferencia u observación, sino de un conocimiento inmediato. Para un dogmatista los síntomas que manifiesta una enfermedad son indicativos de un estado oculto que causa la enfermedad. Únicamente conociendo el estado oculto puede un médico comprender cómo tratar a un paciente. Los síntomas manifestados por un paciente son indicativos del estado subyacente que causa la enfermedad, y el estado oculto es indicativo del tratamiento que ha de seguir. Al igual que los empiristas, los metodistas rechazan la noción de estados ocultos, alegando que no hay necesidad de tomar un desvío en las inferencias de los estados ocultos. Los síntomas manifestados hacen que sea inmediatamente obvio lo que debe hacerse.
Por otro lado, los metódicos también rechazan la noción empirista de que la conexión entre una enfermedad y su tratamiento es una cuestión de experiencia. Los metódicos dicen que la experiencia no es necesaria para comprender que un estado de agotamiento implica una necesidad de reabastecimiento, que se debe aflojar a un estado de moderación. Para un metodista, los tratamientos para las enfermedades son inmediatamente claros; es una cuestión de sentido común, de la razón. No hay necesidad de justificación por experiencia; para los metódicos, no hay alternativas imaginables a su conocimiento innato de los tratamientos adecuados.
Debido a que los metodistas no toman su conocimiento del tratamiento apropiado como una cuestión de observación o experiencia, están dispuestos a admitir que su conocimiento es una cuestión de razón. En este punto, los metodistas tienen una similitud con los dogmáticos, tomando la razón como un enfoque constructivo para apropiarse del tratamiento adecuado para una dolencia. Sin embargo, los metodistas no apoyan el concepto dogmático de emplear la razón para encontrar causas ocultas que desmienten la enfermedad manifestada. Las causas de las enfermedades no pueden ser fuerzas fantásticas u oscuras que no ocurrirían en la vida ordinaria.
La diferencia clave entre los médicos metodistas y los médicos empíricos o dogmáticos es que el conocimiento de un metodista es «firme y seguro» y no deja lugar para una revisión futura. En lugar de confiar en la razón y la experiencia, el metodista hace lo que es intrínsecamente obvio; no hay lugar para el error.